# Lars Ekdahl
Lars Olof Ekdahl, född den 12 maj 1949, är en svensk historiker och författare, bland annat till en rad böcker om LO-ekonomen Rudolf Meidner och den svenska modellen. Ekdahl är professor emeritus i historia vid Mälardalens högskola och har varit verksam som gästforskare vid Samtidshistoriska institutet vid Södertörns högskola.
Ekdahl avlade doktorsexamen vid Stockholms universitet 1983 med avhandlingen Arbete mot kapital : typografer och ny teknik - studier av Stockholms tryckeriindustri under det industriella genombrottet (Arkiv förlag). 1975–1983 var han medlem av redaktionen för tidskriften Häften för kritiska studier.